# Gaius Iulius Verus Maximus
Gaius Iulius Verus Maximus (217/220-Aquileia, april 238) was de zoon van keizer Maximinus I Thrax en diens vrouw Caecilia Paulina.
In 236, een jaar na de machtsovername van zijn vader, werd aan Maximus door de Senaat de titel van Caesar verleend, waarmee hij als troonopvolger en co-regent werd bestempeld.
Ofschoon hij zichzelf Germanicus noemde, zou Maximus zich volgens latere bronnen nauwelijks hebben bekommerd om militaire aangelegenheden, maar zich liever aan luxe hebben overgegeven. Als dit inderdaad zo was, haalde hij zich misschien op deze manier het ongenoegen van de legionairs op zijn nek, die bij de moord op zijn vader in april 238 in Aquileia de gelegenheid aangrepen, om zich ook van de vermoedelijke opvolger te ontdoen. Volgens een andere lezing was Maximus echter een goed opgeleide, gezellig in de omgang zijnde jonge man die in staat zou zijn geweest om de relatie van zijn vader met de Senaat te verbeteren, als hij hem naar Rome zou hebben gestuurd. De afgehakte hoofden van vader en zoon werden op staken naar Rome gestuurd om te worden tentoongesteld.